# Lea Bouwmeester
Lea Theadora Bouwmeester (Hoogeveen, 3 oktober 1979) is een Nederlands voormalig politica. Zij was namens de Partij van de Arbeid van 30 november 2006 tot 23 maart 2017 lid van de Tweede Kamer.

## Biografie
Haar moeder Laura Bouwmeester was namens de PvdA gedeputeerde in de provincie Flevoland. Lea Bouwmeester volgde als opleiding sociaal-juridische dienstverlening aan de Hogeschool van Amsterdam. Ze werd op haar zeventiende lid van de Jonge Socialisten (JS) en richtte met anderen de JS-afdeling Flevoland op. In 2002 werd ze gekozen in de gemeenteraad van Almere. Bouwmeester was daarnaast sociaal raadsvrouw en later beleidsmedewerker van het Bureau discriminatiezaken van de gemeente Amersfoort. Voordat ze in de Tweede Kamer werd gekozen werkte ze als medewerker sociaal beheer bij een woningcorporatie in Amsterdam.
Bij de Tweede Kamerverkiezingen 2006 werd Bouwmeester gekozen als lid van het parlement. Bouwmeester stond op de 30e plek op de kandidatenlijst en was bij haar aantreden het jongste Kamerlid van haar fractie en een van de jongste Kamerleden.
Ze hield haar maidenspeech op 30 januari 2007 over het wetsvoorstel Wijziging van de Wet bijzondere opnemingen in psychiatrische ziekenhuizen.
In de Kamer was zij namens de PvdA-fractie woordvoerder op de gebieden reclassering en nazorg, justitiële jeugdinrichtingen, gevangenissen, tbs, ggz, Riagg, psychiatrie, en verslaving en verslavingszorg (waaronder alcohol, tabak, eten, drugs en gokken).
Van 14 mei 2013 tot 3 september 2013 werd Bouwmeester wegens zwangerschaps- en bevallingsverlof vervangen door Roelof van Laar en van 1 maart 2016 tot 10 juni 2016 door Harm Brouwer.
- Parlement.com: vhekc59mytnr